# Litouwen op het Eurovisiesongfestival 1999
Litouwen nam deel aan het Eurovisiesongfestival 1999 in Jeruzalem, Israël. Het was de 2de deelname van het land op het Eurovisiesongfestival. De selectie verliep via een nationale finale. De LRT was verantwoordelijk voor de Litouwse bijdrage voor de editie van 1998.

## Selectieprocedure
De Litouwse omroep koos ervoor om hun kandidaat en lied deze keer via een nationale finale te selecteren.
De finale werd reeds gehouden op 27 december 1998, toch werd ze pas 4 dagen later uitgezonden.
De bedoeling was om de winnaar te kiezen via een mix van jury en televoting, maar uiteindelijk was het enkel een jury die de winnaar koos.

## In Jeruzalem
Op het festival in Israël moest Litouwen optreden als 1ste, net voor België.
Op het einde van de puntentelling bleek dat ze 13 punten ontvingen en op de 20ste plaats eindigden.
België en Nederland hadden geen punten over voor deze inzending.
| Volgorde | Artiest               | Lied                    | Punten | Plaats |
| -------- | --------------------- | ----------------------- | ------ | ------ |
| 1        | Aistė Pilvelytė       | "Nubudusi širdis"       | -      | -      |
| 2        | B'Avarija             | "Nešk mane"             | 17     | 4      |
| 3        | Violeta Riaubiškytė   | "Aš dovanoju"           | -      | -      |
| 4        | Džeirana Kazlauskaitė | "Viena naktyje"         | -      | -      |
| 5        | Aistė Pilvelytė       | "Tylos verinys"         | -      | -      |
| 6        | Otilija               | "Mano žvaigždė"         | -      | -      |
| 7        | Rūta Ščiogolevaitė    | "Vasaros buvo per daug" | -      | -      |
| 8        | Rene                  | "Sapnas"                | -      | -      |
| 9        | Aistė Smilgevičiūtė   | "Strazdas"              | 57     | 1      |
| 10       | B'Avarija             | "Pamiršk"               | -      | -      |
| 11       | Rosita Čivilytė       | "Apie tai"              | 22     | 3      |
| 12       | RebelHeart            | "Kelias pas tave"       | 27     | 2      |

### Gekregen punten

#### Finale
| 12 punten | 10 punten | 8 punten | 7 punten            | 6 punten |
| --------- | --------- | -------- | ------------------- | -------- |
|           |           |          |                     |          |
| 5 punten  | 4 punten  | 3 punten | 2 punten            | 1 punt   |
| - Cyprus  |           | - Israël | - Estland - Kroatië | - Malta  |

### Punten gegeven door Litouwen

#### Finale
Punten gegeven in de finale:
| 12 punten | Ierland             |
| 10 punten | Slovenië            |
| 8 punten  | IJsland             |
| 7 punten  | Polen               |
| 6 punten  | Kroatië             |
| 5 punten  | Verenigd Koninkrijk |
| 4 punten  | Nederland           |
| 3 punten  | Zweden              |
| 2 punten  | Frankrijk           |
| 1 punt    | Estland             |